# Somlójenő
Somlójenő (vyslovováno [šomlójené]) je vesnice v Maďarsku v župě Veszprém, spadající pod okres Devecser. Nachází se asi 6 km severozápadně od Devecseru. V roce 2015 zde žilo 291 obyvatel. Dle údajů z roku 2011 tvoří 95,4 % obyvatelstva Maďaři, 11,7 % Romové, 1,1 % Němci a 0,4 % Rumuni, přičemž 4,6 % obyvatel se k národnosti nevyjádřilo.
Sousedními vesnicemi jsou Borszörcsök, Doba, Iszkáz, Somlószőlős, Somlóvásárhely a Tüskevár, sousedním městem Devecser.
Vzhledem ke své poloze u potoka Torna bylo Somlójenő v roce 2010 jednou z vesnic zasažených protržením hráze odkaliště u Ajky.